# Sizzano
Sizzano es una comune italiana de la provincia de Novara, región de Piamonte. Tiene una población estimada, a fines de septiembre de 2021, de 1359 habitantes.

## Evolución demográfica
| Gráfica de evolución demográfica de Sizzano entre 1861 y 2021 |
|                                                               |
| Fuente ISTAT - elaboración gráfica de Wikipedia               |